# Busted!
 (juillet 2025).
Le contenu est difficilement compréhensible vu les erreurs de traduction, qui sont peut-être dues à l'utilisation d'un logiciel de traduction automatique.
Busted! est une émission de télévision sud-coréenne sur Netflix avec Yoo Jae-suk, Ahn Jae-wook, Kim Jong-min, Lee Kwang-soo, Park Min-young, Oh Se-hun, Kim Se-jeong et Lee Seung-gi. La première a eu lieu le 4 mai 2018 et s'est terminée le 22 janvier 2021.
Le programme est une production originale Netflix coproduite avec SangSang Company, une société de production coréenne responsable de X-Man, Running Man et Family Outing. L'émission est le premier programme original de Netflix à présenter un casting entièrement coréen. Lors d'un point de presse, le producteur Cho Hyo-jin a mentionné que l'objectif de Netflix est de créer une émission à succès pour la Corée du Sud, qui pourra ensuite être « consommée sur la scène mondiale ». L'émission mélange des répliques scénarisées et non scénarisées.
La première saison comprend 10 épisodes ; deux épisodes par semaine ont été diffusés du 4 mai au 1er juin 2018,,. Le 30 mai 2018, Netflix a publié un communiqué de presse annonçant que le programme avait été renouvelé pour une deuxième saison. Les dix épisodes sont sortis le 8 novembre 2019,. Le 16 février 2020, la série a été renouvelée pour une troisième saison. Comme pour la deuxième saison, les huit épisodes sont sortis le 22 janvier 2021. Deux semaines avant la première de la troisième saison, il a été annoncé que cette dernière conclurait la série.

## Synopsis

### Saison 1
Sept détectives célèbres découvrent qu'ils font partie d'une opération appelée Projet D, dans laquelle on leur implante une puce contenant l'ADN de détectives célèbres à travers l'histoire. Dirigés par un homme connu uniquement sous le nom de « K » ( Ahn Nae-sang ), ils sont recrutés comme détectives privés et se voient confier une nouvelle affaire à chaque épisode, tout en découvrant progressivement le mystère derrière le projet D et sa création.

### Saison 2
Un an après les incidents de la saison 1, les détectives se réunissent avec une nouvelle recrue pour dévoiler la vérité sur la mort de K. Avec différents cas de meurtre interconnectés, ils décident de rechercher le célèbre tueur en série nommé « Le tueur aux fleurs ».

### Saison 3
Avec le retour d'anciens visages dans l'équipe, les détectives enquêtent sur une série de cas déroutants qui semblent être liés à Hwalbindang, l'organisation secrète responsable de l'assassinat des criminels.

## Épisodes
Chaque épisode présente des célébrités invitées. Contrairement à d'autres formats d'émissions de variétés coréennes, les invités de Busted! incarnent des personnages dont beaucoup portent les mêmes noms que les célébrités elles-mêmes. Les personnages sont d'une manière ou d'une autre impliqués dans le mystère du meurtre dans chaque épisode et/ou conduisent les acteurs vers des indices pour résoudre le mystère du meurtre.

## Développement et production
Cho Hyo-jin, l'un des producteurs exécutifs de Busted! , a déclaré que lui et les autres producteurs ont présenté à Netflix une émission de variétés dans laquelle des gens ordinaires peuvent devenir des détectives et résoudre des affaires, et Netflix a aimé le concept. Le titre initial de l'émission était « Dumb and Dumber Detective ».

### Saison 1
Le 27 septembre 2017, il a été annoncé que la programmation finale du spectacle serait composée de Yoo Jae-suk, Ahn Jae-wook, Kim Jong-min, Lee Kwang-soo, Park Min-young, Oh Se-hun d'EXO et Kim Se-jeong de Gugudan. Selon Cho, Lee Kwang-soo et Kim Jong-min ont été ajoutés au casting pour souligner l'aspect « bête et encore plus bête » de la série, tandis qu'Ahn Jae-wook et Park Min-young ont été ajoutés en raison de leurs personnalités sérieuses.
Le tournage de Busted! a commencé le 27 septembre 2017, avec Yoo Yeon-seok confirmé comme premier invité de l'émission,. La série devait initialement sortir en mars 2018. Les deux premiers épisodes ont été diffusés sur Netflix le 4 mai 2018.

### Saison 2
Le 30 mai 2018, Netflix a renouvelé la série pour une deuxième saison. Le 6 septembre 2018, il a été annoncé que le casting original reviendrait pour la deuxième saison, à l'exception de Lee Kwang-soo qui ne se joindrait pas à la série en raison de conflits d'horaire. Lors d'un événement Netflix organisé en novembre 2018, le producteur Jang Hyuk-jae a annoncé que Lee Seung-gi rejoindrait le casting. Netflix a annoncé que la deuxième saison devait être diffusée le 8 novembre 2019.
Les épisodes sont plus courts que la première saison car « bien que certains téléspectateurs aient apprécié la longueur de l'émission car ils avaient l'impression de regarder un film, d'autres ont dit que les épisodes étaient trop longs », selon le producteur Kim Dong-jin. Il y a également plusieurs invités fixes qui apparaissent plusieurs fois au cours de la saison et qui jouent un rôle plus important que dans la première saison.
En raison de son incident de conduite en état d'ivresse en février 2019, Ahn Jae-wook n'a pas fait la promotion de la deuxième saison avec le reste du casting. Il a été retiré du générique d'ouverture et n'apparaît pas sur les affiches promotionnelles.

### Saison 3
Le 17 janvier 2020, il a été rapporté que Lee Kwang-soo était en pourparlers pour revenir pour la troisième saison de la série. Le 16 février 2020, Busted! a été officiellement renouvelé pour une troisième saison. Le tournage a commencé en avril et s'est terminé début juin. La date de sortie a été annoncée sur Instagram par le casting du 14 au 16 décembre, la première de la saison du 22 janvier 2021 étant officiellement confirmée par Netflix le 17 décembre. Le 19 janvier, les acteurs et le producteur Cho Hyo-jin ont organisé une conférence de presse en ligne pour promouvoir la dernière saison,.

## Distinctions
| Publication               | Année | Record du monde                                    | Recordman | Ref.   |
| ------------------------- | ----- | -------------------------------------------------- | --------- | ------ |
| Records du monde Guinness | 2021  | La plus petite publicité imprimée dans un magazine | Busted!   | [ 24 ] |